# Гулистон (джамоат Талбака Садриддинова)
Гулистон (тадж. Гулистон) — село в Хатлонской области Республики Таджикистан. 
Входит в состав джамоата (сельской общины) им. Талбака Садриддинова Шахритусского района.
Находится на расстоянии 18 км от райцентра (пгт. Шахритус) и 15 км от центра джамоата (село Лолазор).
Название села означает «цветущий край».
Прежнее название — свх. 40-летия Победы. 
Население — 738 чел. (2017).